# アジア航測
アジア航測株式会社（アジアこうそく、英: Asia Air Survey Co., Ltd.）は、東京都新宿区に本店を、神奈川県川崎市麻生区に本社を置く国内の航空測量業、建設コンサルタント事業会社。国内の航空測量企業としてはパスコ・国際航業と共に大手である。

## 概要
アジア航測は、空中写真からの地図量産化技術を世界で初めて実用化（1960年：解析航空三角測量法の開発に成功）した会社であり「技術のアジア」と標榜される所以である。近年の主要な開発技術は、「ディジタルステレオ図化機（図化名人）」、「赤色立体地図」（1枚の地図で地形を立体的に見せる表現技法：2014年グッドデザイン賞受賞）、3Dモデリングサービス（複数の重複する画像から3次元モデルを生成）、航空レーザ計測によって樹種を判別する「レーザー林相図」の開発等がある。

### 航空測量

#### 事業免許
- 航空機使用事業:運輸大臣免許第25号（1956年2月27日）[10]

#### 運航所
- 調布飛行場（東京都三鷹市）
- 八尾空港（大阪府八尾市）[11]

#### 機材

##### 運航機材
- ガルフストリーム・コマンダー式695型（AC95）[12]
- セスナ式208型、208B型（C208、C208B）
- テキストロン・アビエーション式C90GTi型（BE9L）[13][14]

## ESG/CSR活動
アジア航測は、2012年10月、環境省よりエコ･ファースト企業の認定を受けた。この認定以降同社は、事業を推進しながらESG、CSRを重視した経営を推進。

### エコ・ファーストの約束
アジア航測は、航空測量企業として、航空機や衛星を活用した撮影・計測による情報提供、広域におけるモニタリングなど、地球規模での環境問題等に一層配慮し、持続可能で、安全・安心な社会の実現に向けて、以下の取組みを進めている。
- 低炭素社会の実現に貢献
- 自然共生社会の実現に貢献
- 環境保全に向けた人材づくり、地域づくりに努める
- 自然災害発生に伴う情報提供と環境負荷低減対策に取り組む[16]

### 活動状況
自然災害発生に伴う情報提供等の推進：アジア航測は、東日本大震災発生の翌日から被災地の空中写真撮影を実施し、データのウェブページでの公開、関係自治体への情報提供を行った。被災地モニタリングは、環境省より認定を受けたエコ・ファースト活動の一環として2020年まで実施する。
- 災害被災地支援：「炊き出しボランティア」など社員が行うボランティア活動への支援。
- 地域貢献活動への参加：「横浜国道ボランティアサポートプログラム」、「多摩川美化活動」、「北上川一斉河川清掃」など各地の道路や河川の清掃活動、公園や森林の維持活動に参加。
- 林野庁等主催「学校林・遊々の森」全国子どもサミット(平成24、25年度)に協賛[17][18]。
- テクノフォーラムの開催：社内の技術交流に加え、地域社会への情報発信を目的として、技術発表会「テクノフォーラム」を毎年7月に開催。
- NPOとの協業：会社技術を地域の自然環境の保全、環境の啓蒙などに活かすことを目的に、地域活動団体との協業を推進。

## 歴史

### 沿革
- 1949年12月15日 - 梅北精機株式会社（現在のアジア航測株式会社）設立
- 1954年2月26日 - 東京都港区田村町にて、アジア航空測量株式会社を設立し、創業
- 1963年6月 - 株式の額面変更を目的として、アジア航測株式会社（梅北精機株式会社から社名変更）がアジア航空測量株式会社を吸収合併
- 1964年2月 - 東京証券取引所市場第二部上場。12月に、本店を東京都世田谷区弦巻に移転
- 1989年12月 - 本店を、東京都新宿区新宿四丁目に移転
- 1998年 - ISO 9001を認証取得
- 2008年6月16日 - 本店を、現在地の東京都新宿区西新宿の新宿グリーンタワービルに、本社を神奈川県川崎市麻生区万福寺の新百合トウェンティワンに移転
- 2011年6月 - 第三者割当により、資本金16億7,377万８千円となる
- 2012年10月29日 - 環境省よりエコファースト企業に認定[19]
- 2013年12月11日 - 西日本旅客鉄道と業務提携契約締結[20]
- 2015年12月 - 監査等委員会設置会社に移行[21]
- 2016年8月 - 三井共同建設コンサルタントと資本業務提携契約締結[22]

### 主要株主の推移
かつては三井物産の持分法適用会社（関連会社）であったが、2004年11月にアジア航測が実施した自己株式公開買い付けに応じ、保有する普通株式すべて（議決権ベース33.68%：筆頭株主）を売却、同年12月にその異動を完了した。その後、一時はトライアイズが筆頭株主となるが、2007年9月にトライアイズが保有する同社株式を全て日本アジアホールディングズに売却。さらに、2008年5月には、国際航業ホールディングスが日本アジアホールディングスから株式譲渡を受け、同社が筆頭株主となった。また同年4月、国際航業ホールディングスは経営統合の申し入れを行ったが、アジア航測は「経営統合の提案を一方的に公表するなど信頼関係を醸成しようという姿勢が見られない」「経営統合により企業価値が向上すると判断するのは難しい」などとして、同提案を拒否している。その後も両社の協業につき協議が行われたが、「国土情報サービスの実現に向けた検討」のみにとどまった。
2008年10月に、アジア航測の第2位株主（12.52%）であったアイディーユー（IDU、現・日本アセットマーケティング）が計画した第三者割当増資について、国際航業ホールディングスが応じてIDUの筆頭株主になり、アジア航測に対する影響も強めようとしたが、増資実施直前になり前提条件不成就を理由として、国際航業ホールディングスは引受を中止している。2009年4月、アジア航測はアイディーユーとの資本提携を解消し、ロケーションビューをアイディーユーの完全子会社に、ロケーションビューが所有していたアジア航測の全株式を売却した。
2009年8月には日本国土開発との資本業務提携を発表している。
2011年6月、以前より約3.3％の株式を保有する株主であった復建調査設計に対し、第三者割当増資を実施。復建調査設計は約21.1％の株式を保有する第2位の株主となった。さらに2012年3月、復建調査設計は株式を追加取得し、国際航業ホールディングスを抜いて筆頭株主となった。
2013年12月11日、第4位株主（4.0%）であった西日本旅客鉄道（JR西日本）が国際航業ホールディングスの保有する株式の全部を約15億円で取得し、筆頭株主となると同時に、業務提携契約を締結した。

## 技術力

### グッドデザイン賞

#### 単独受賞
- パノラマ画像 ライブビュー[32]
- 赤色立体地図[7]

#### 共同受賞
- 長崎水辺の森公園 長崎市常盤町[33]

## 関係会社

### 連結子会社
- 株式会社ユニテック（札幌市東区）[34]
- 株式会社タックエンジニアリング（岩手県盛岡市）
- 株式会社アドテック（仙台市宮城野区）
- 株式会社プライムプラン（群馬県前橋市）
- サンジオテック株式会社（千葉市中央区）
- 株式会社中部テクノス（名古屋市名東区）
- 株式会社ジオテクノ関西（兵庫県西宮市）
- 株式会社四航コンサルタント（香川県高松市）

### 持分法適用関連会社
- 株式会社大設（兵庫県姫路市）
- 三井共同建設コンサルタント株式会社（東京都品川区）[35]

### 持分法非適用非連結子会社
- Asia Air Survey Myanmar Co.,Ltd.[36]

### 持分法非適用非関連会社
- Beijing East Map Information Technology Inc.

### その他関連会社
- 西日本旅客鉄道（大阪市北区）- JR西日本の関係会社（持分法適用関連会社）[37]
- 復建調査設計株式会社（広島市東区）

## 映画・ドラマ・アニメ
- 『シン・ゴジラ』 - 2016年夏公開の映画。オブリーク航空カメラや航空レーザー計測を用いて都内などのデータを取得し、3Dモデルデータを作成、提供等の映画制作に協力[38]。